# Campionato europeo femminile di pallavolo 1975
Il campionato europeo femminile di pallavolo 1975 si è svolto dal 18 al 25 ottobre 1975 a Banja Luka, Belgrado, Fiume e Negotin, in Jugoslavia: al torneo hanno partecipato dodici squadre nazionali europee e la vittoria finale è andata per l'ottava volta, la quinta consecutiva, all'Unione Sovietica.

## Qualificazioni
Al torneo hanno partecipato: la nazionale del paese organizzatore, le prime cinque nazionali classificate al campionato europeo 1971 e sei nazionali qualificate tramite il torneo di qualificazione.

## Regolamento

### Formula
Le squadre hanno disputato una prima fase a gironi con formula del girone all'italiana; al termine della prima fase:
- Le prime due classificate di ogni girone hanno acceduto al girone per il primo posto, strutturato in un girone all'italiana, conservando i risultati degli scontri diretti.
- Le ultime due classificate di ogni girone hanno acceduto al girone per il settimo posto, strutturato in un girone all'italiana, conservando i risultati degli scontri diretti.

### Criteri di classifica
Sono stati assegnati 2 punti alla squadra vincente e 1 a quella sconfitta.
L'ordine del posizionamento in classifica è stato definito in base a:
- Punti;
- Ratio dei set vinti/persi;
- Ratio dei punti realizzati/subiti;
- Risultati degli scontri diretti.

## Squadre partecipanti
| Squadra          | Qualificazione                | Ultima partecipazione |
| ---------------- | ----------------------------- | --------------------- |
| Belgio           | ? al torneo di qualificazione | Turchia 1967          |
| Bulgaria         | 4ª al campionato europeo 1971 | Italia 1971           |
| Cecoslovacchia   | 2ª al campionato europeo 1971 | Italia 1971           |
| Germania Est     | ? al torneo di qualificazione | Italia 1971           |
| Germania Ovest   | ? al torneo di qualificazione | Italia 1971           |
| Italia           | ? al torneo di qualificazione | Italia 1971           |
| Jugoslavia       | Paese organizzatore           | Italia 1971           |
| Paesi Bassi      | ? al torneo di qualificazione | Italia 1971           |
| Polonia          | 3ª al campionato europeo 1971 | Italia 1971           |
| Romania          | ? al torneo di qualificazione | Italia 1971           |
| Ungheria         | 5ª al campionato europeo 1971 | Italia 1971           |
| Unione Sovietica | 1ª al campionato europeo 1971 | Italia 1971           |

## Torneo

### Fase a gironi
| Girone A       | Girone B         | Girone C       |
| -------------- | ---------------- | -------------- |
| Germania Est   | Bulgaria         | Belgio         |
| Germania Ovest | Paesi Bassi      | Cecoslovacchia |
| Jugoslavia     | Romania          | Italia         |
| Ungheria       | Unione Sovietica | Polonia        |

#### Girone A

##### Risultati
| 18 ottobre 1975 ?, Fiume Durata: ? - Spettatori: ? | Jugoslavia   | 3 - 1 | Germania Ovest | 15-11, 10-15, 15-10, 15- 7 |
| 18 ottobre 1975 ?, Fiume Durata: ? - Spettatori: ? | Ungheria     | 3 - 1 | Germania Est   | 15-7, 9-15, 15-8, 15-13    |
| 19 ottobre 1975 ?, Fiume Durata: ? - Spettatori: ? | Ungheria     | 3 - 0 | Germania Ovest | 15-4, 15-0, 15-10          |
| 19 ottobre 1975 ?, Fiume Durata: ? - Spettatori: ? | Germania Est | 3 - 0 | Jugoslavia     | 15-10, 15-8, 15-7          |
| 20 ottobre 1975 ?, Fiume Durata: ? - Spettatori: ? | Ungheria     | 3 - 0 | Jugoslavia     | 15-13, 15-4, 15-2          |
| 20 ottobre 1975 ?, Fiume Durata: ? - Spettatori: ? | Germania Est | 3 - 0 | Germania Ovest | 15-7, 15-2, 15-4           |

##### Classifica
| Pos. | Squadra        | Pt | G | V | P | SV | SP | Ratio | PF  | PS  | Ratio |
| ---- | -------------- | -- | - | - | - | -- | -- | ----- | --- | --- | ----- |
| 1.   | Ungheria       | 6  | 3 | 3 | 0 | 9  | 1  | 9,000 | 144 | 76  | 1,894 |
| 2.   | Germania Est   | 5  | 3 | 2 | 1 | 7  | 3  | 2,333 | 133 | 92  | 1,445 |
| 3.   | Jugoslavia     | 4  | 3 | 1 | 2 | 3  | 7  | 0,428 | 99  | 133 | 0,744 |
| 4.   | Germania Ovest | 3  | 3 | 0 | 3 | 1  | 9  | 0,111 | 70  | 145 | 0,482 |

      Qualificata al girone per il primo posto.
      Qualificata al girone per il settimo posto.

#### Girone B

##### Risultati
| 18 ottobre 1975 ?, Banja Luka Durata: ? - Spettatori: ? | Bulgaria         | 3 - 0 | Paesi Bassi | 15-6, 15-3, 15-7         |
| 18 ottobre 1975 ?, Banja Luka Durata: ? - Spettatori: ? | Unione Sovietica | 3 - 1 | Romania     | 15-10, 15-9, 8-15, 15-5  |
| 19 ottobre 1975 ?, Banja Luka Durata: ? - Spettatori: ? | Unione Sovietica | 3 - 0 | Paesi Bassi | 15-10, 15-1, 15-10       |
| 19 ottobre 1975 ?, Banja Luka Durata: ? - Spettatori: ? | Bulgaria         | 3 - 1 | Romania     | 15-8, 15-12, 9-15, 15-13 |
| 20 ottobre 1975 ?, Banja Luka Durata: ? - Spettatori: ? | Romania          | 3 - 0 | Paesi Bassi | 15-10, 15-13, 15-12      |
| 20 ottobre 1975 ?, Banja Luka Durata: ? - Spettatori: ? | Unione Sovietica | 3 - 1 | Bulgaria    | 15-4, 7-15, 15-12, 15-2  |

##### Classifica
| Pos. | Squadra          | Pt | G | V | P | SV | SP | Ratio | PF  | PS  | Ratio |
| ---- | ---------------- | -- | - | - | - | -- | -- | ----- | --- | --- | ----- |
| 1.   | Unione Sovietica | 6  | 3 | 3 | 0 | 9  | 2  | 4,500 | 150 | 93  | 1,612 |
| 2.   | Bulgaria         | 5  | 3 | 2 | 1 | 7  | 4  | 1,750 | 132 | 116 | 1,137 |
| 3.   | Romania          | 4  | 3 | 1 | 2 | 5  | 6  | 0,833 | 132 | 142 | 0,929 |
| 4.   | Paesi Bassi      | 3  | 3 | 0 | 3 | 0  | 9  | 0,000 | 72  | 135 | 0,533 |

      Qualificata al girone per il primo posto.
      Qualificata al girone per il settimo posto.

#### Girone C

##### Risultati
| 18 ottobre 1975 ?, Negotin Durata: ? - Spettatori: ? | Cecoslovacchia | 3 - 1 | Italia  | 13-15, 15-6, 15-3, 15-4        |
| 18 ottobre 1975 ?, Negotin Durata: ? - Spettatori: ? | Polonia        | 3 - 0 | Belgio  | 15-10, 15-4, 15-4              |
| 19 ottobre 1975 ?, Negotin Durata: ? - Spettatori: ? | Italia         | 3 - 1 | Belgio  | 15-5, 15-8, 8-15, 15-7         |
| 19 ottobre 1975 ?, Negotin Durata: ? - Spettatori: ? | Cecoslovacchia | 3 - 2 | Polonia | 15-8, 11-15, 8-15, 15-7, 15-13 |
| 20 ottobre 1975 ?, Negotin Durata: ? - Spettatori: ? | Cecoslovacchia | 3 - 0 | Belgio  | 15-0, 15-9, 15-1               |
| 20 ottobre 1975 ?, Negotin Durata: ? - Spettatori: ? | Polonia        | 3 - 1 | Italia  | 15-2, 15-4, 8-15, 15-10        |

##### Classifica
| Pos. | Squadra        | Pt | G | V | P | SV | SP | Ratio | PF  | PS  | Ratio |
| ---- | -------------- | -- | - | - | - | -- | -- | ----- | --- | --- | ----- |
| 1.   | Cecoslovacchia | 6  | 3 | 3 | 0 | 9  | 3  | 3,000 | 167 | 96  | 1,739 |
| 2.   | Polonia        | 5  | 3 | 2 | 1 | 8  | 4  | 2,000 | 156 | 113 | 1,380 |
| 3.   | Italia         | 4  | 3 | 1 | 2 | 5  | 7  | 0,714 | 112 | 146 | 0,767 |
| 4.   | Belgio         | 3  | 3 | 0 | 3 | 1  | 9  | 0,111 | 63  | 143 | 0,440 |

      Qualificata al girone per il primo posto.
      Qualificata al girone per il settimo posto.

### Fase finale

#### Girone 1º posto

##### Risultati
| 22 ottobre 1975 ?, Belgrado Durata: ? - Spettatori: ? | Ungheria         | 3 - 1 | Cecoslovacchia | 15-13, 15-10, 6-15, 15-5  |
| 22 ottobre 1975 ?, Belgrado Durata: ? - Spettatori: ? | Bulgaria         | 3 - 1 | Polonia        | 15-9, 12-15, 15-9, 15-4   |
| 22 ottobre 1975 ?, Belgrado Durata: ? - Spettatori: ? | Unione Sovietica | 3 - 0 | Germania Est   | 15-8, 15-8, 15-5          |
| 23 ottobre 1975 ?, Belgrado Durata: ? - Spettatori: ? | Unione Sovietica | 3 - 0 | Ungheria       | 15-2, 15-8, 15-8          |
| 23 ottobre 1975 ?, Belgrado Durata: ? - Spettatori: ? | Cecoslovacchia   | 3 - 0 | Bulgaria       | 15-9, 15-11, 15-10        |
| 23 ottobre 1975 ?, Belgrado Durata: ? - Spettatori: ? | Germania Est     | 3 - 2 | Polonia        | 11-15, 15-2, 9-15, 15-12  |
| 24 ottobre 1975 ?, Belgrado Durata: ? - Spettatori: ? | Ungheria         | 3 - 1 | Polonia        | 15-10, 9-15, 17-15, 15-6  |
| 24 ottobre 1975 ?, Belgrado Durata: ? - Spettatori: ? | Unione Sovietica | 3 - 1 | Cecoslovacchia | 12-15, 15-4, 15-5, 15-5   |
| 24 ottobre 1975 ?, Belgrado Durata: ? - Spettatori: ? | Bulgaria         | 3 - 1 | Germania Est   | 15-12, 6-15, 15-12, 15-12 |
| 25 ottobre 1975 ?, Belgrado Durata: ? - Spettatori: ? | Germania Est     | 3 - 0 | Cecoslovacchia | 15-10, 15-9, 15-2         |
| 25 ottobre 1975 ?, Belgrado Durata: ? - Spettatori: ? | Unione Sovietica | 3 - 0 | Polonia        | 15-9, 15-4, 15-7          |
| 25 ottobre 1975 ?, Belgrado Durata: ? - Spettatori: ? | Ungheria         | 3 - 1 | Bulgaria       | 13-15, 15-7, 15-5, 15-13  |

##### Classifica
| Pos. | Squadra          | Pt | G | V | P | SV | SP | Ratio | PF  | PS  | Ratio |
| ---- | ---------------- | -- | - | - | - | -- | -- | ----- | --- | --- | ----- |
| 1.   | Unione Sovietica | 10 | 5 | 5 | 0 | 15 | 2  | 7,500 | 244 | 120 | 2,033 |
| 2.   | Ungheria         | 9  | 5 | 4 | 1 | 12 | 7  | 1,714 | 237 | 217 | 1,092 |
| 3.   | Germania Est     | 7  | 5 | 2 | 3 | 8  | 11 | 0,727 | 225 | 221 | 1,018 |
| 4.   | Bulgaria         | 7  | 5 | 2 | 3 | 8  | 11 | 0,727 | 211 | 243 | 0,868 |
| 5.   | Cecoslovacchia   | 7  | 5 | 2 | 3 | 8  | 11 | 0,727 | 201 | 241 | 0,834 |
| 6.   | Polonia          | 5  | 5 | 0 | 5 | 6  | 15 | 0,400 | 211 | 287 | 0,735 |

#### Girone 7º posto

##### Risultati
| 22 ottobre 1975 ?, Belgrado Durata: ? - Spettatori: ? | Romania        | 3 - 0 | Germania Ovest | 15-4, 15-6, 15-11               |
| 22 ottobre 1975 ?, Belgrado Durata: ? - Spettatori: ? | Jugoslavia     | 3 - 0 | Belgio         | 15-13, 15-9, 15-10              |
| 22 ottobre 1975 ?, Belgrado Durata: ? - Spettatori: ? | Paesi Bassi    | 3 - 1 | Italia         | 15-7, 12-15, 7-15, 15-13, 15-9  |
| 23 ottobre 1975 ?, Belgrado Durata: ? - Spettatori: ? | Germania Ovest | 3 - 1 | Paesi Bassi    | 15-10, 10-15, 15-7, 15-5        |
| 23 ottobre 1975 ?, Belgrado Durata: ? - Spettatori: ? | Romania        | 3 - 0 | Belgio         | 15-2, 15-4, 15-4                |
| 23 ottobre 1975 ?, Belgrado Durata: ? - Spettatori: ? | Jugoslavia     | 3 - 2 | Italia         | 15-7, 12-15, 7-15, 15-13, 15-9  |
| 24 ottobre 1975 ?, Belgrado Durata: ? - Spettatori: ? | Germania Ovest | 3 - 1 | Belgio         | 15-12, 9-15, 18-16, 15-5        |
| 24 ottobre 1975 ?, Belgrado Durata: ? - Spettatori: ? | Romania        | 3 - 0 | Italia         | 15-4, 15-7, 15-7                |
| 24 ottobre 1975 ?, Belgrado Durata: ? - Spettatori: ? | Jugoslavia     | 3 - 0 | Paesi Bassi    | 16-14, 15-10, 15-9              |
| 25 ottobre 1975 ?, Belgrado Durata: ? - Spettatori: ? | Paesi Bassi    | 3 - 2 | Belgio         | 14-16, 9-15, 15-0, 15-10, 19-17 |
| 25 ottobre 1975 ?, Belgrado Durata: ? - Spettatori: ? | Italia         | 3 - 0 | Germania Ovest | 15-12, 15-4, 15-6               |
| 25 ottobre 1975 ?, Belgrado Durata: ? - Spettatori: ? | Romania        | 3 - 0 | Jugoslavia     | 15-8, 15-9, 17-15               |

##### Classifica
| Pos. | Squadra        | Pt | G | V | P | SV | SP | Ratio | PF  | PS  | Ratio |
| ---- | -------------- | -- | - | - | - | -- | -- | ----- | --- | --- | ----- |
| 1.   | Romania        | 10 | 5 | 5 | 0 | 15 | 0  | MAX   | 227 | 116 | 1,956 |
| 2.   | Jugoslavia     | 9  | 5 | 4 | 1 | 12 | 6  | 2,000 | 242 | 214 | 1,130 |
| 3.   | Italia         | 7  | 5 | 2 | 3 | 9  | 10 | 0,900 | 219 | 216 | 1,013 |
| 4.   | Germania Ovest | 7  | 5 | 2 | 3 | 7  | 11 | 0,636 | 198 | 230 | 0,860 |
| 5.   | Paesi Bassi    | 7  | 5 | 2 | 3 | 7  | 12 | 0,583 | 227 | 248 | 0,915 |
| 6.   | Belgio         | 5  | 5 | 9 | 5 | 4  | 15 | 0,266 | 183 | 272 | 0,672 |

## Classifica finale
| Pos     | Squadra          |
| ------- | ---------------- |
| Oro     | Unione Sovietica |
| Argento | Ungheria         |
| Bronzo  | Germania Est     |
| 4       | Bulgaria         |
| 5       | Cecoslovacchia   |
| 6       | Polonia          |
| 7       | Romania          |
| 8       | Jugoslavia       |
| 9       | Italia           |
| 10      | Germania Ovest   |
| 11      | Paesi Bassi      |
| 12      | Belgio           |

|  |  |  | Qualificata ai Giochi della XXI Olimpiade e al campionato europeo 1977 |

|  | Qualificata al campionato europeo 1977. |